# Marlen Zmorka
Marlen Zmorka, né le 1er juillet 1993 à Krasnoperekopsk, est un coureur cycliste ukrainien.

## Biographie
Marlen Zmorka termine troisième du championnat d'Europe du contre-la-montre juniors en 2010.
En 2012, il confirme sa prédisposition au contre-la-montre en terminant cinquième du championnat d'Europe du contre-la-montre espoirs et sixième du championnat du monde du contre-la-montre espoirs.
En 2013, il termine quatrième du championnat d'Europe du contre-la-montre espoirs.
Fin 2015, il signe un contrat professionnel en faveur de la formation émiratie Skydive Dubai-Al Ahli Club.

## Palmarès
- 2010
  -  Médaillé de bronze du championnat d'Europe du contre-la-montre
juniors
- 2012
  - Coppa Comune di Livraga
  - 3e du championnat d'Ukraine sur route espoirs
  - 5e du championnat d'Europe du contre-la-montre espoirs
  - 6e du championnat du monde du contre-la-montre espoirs
- 2013
  - Vicence-Bionde
  - Circuito Guazzorese
  - Trophée Raffaele Marcoli
  - 2e du Circuito di Sant'Urbano
  - 2e du championnat d'Ukraine du contre-la-montre espoirs
  - 4e du championnat d'Europe du contre-la-montre espoirs
- 2014
  -  Champion d'Ukraine du contre-la-montre espoirs
  - Trofeo Tosco-Umbro
  - Coppa San Sabino
  - Firenze-Mare
  - Trophée Raffaele Marcoli
  - Trofeo Festa Patronale
  - 2e de la Coppa San Geo
  - 2e du Circuito Guazzorese
- 2015
  -  Champion d'Ukraine du contre-la-montre espoirs
  - 2e du Cronometro di Città di Castello
  -  Médaillé d'argent du championnat d'Europe du contre-la-montre espoirs
  - 3e du Trofeo Alta Valle del Tevere
  - 3e du Grand Prix Santa Rita
  - 3e du Gran Premio Calvatone
  - 9e du championnat du monde  du contre-la-montre espoirs
- 2016
  - 1re étape du Sharjah International Cycling Tour (contre-la-montre par équipe)

## Classements mondiaux
| Année           | 2012 | 2013 | 2014 | 2015 | 2016 | 2017   |
| --------------- | ---- | ---- | ---- | ---- | ---- | ------ |
| UCI Europe Tour | 542e | 539e | 921e | 559e |      | 1 787e |
| UCI Asia Tour   |      |      |      |      |      | 120e   |